# Ново село (община)
Вижте пояснителната страница за други значения на Ново село.
Община Ново село се намира в Северозападна България и е една от съставните общини на Област Видин. Общинският център е Ново село.

## География

### Географско положение, граници, големина
Общината е разположена в северната част на Област Видин. С площта си от 109,487 km2 заема последното 11-о място сред общините на областта, което съставлява 3,58% от територията на областта. Границите ѝ са следните:
- на север и североизток – Румъния;
- на юг – община Видин;
- на запад – община Брегово.

### Релеф, води
Релефът на общината е равнинен, а в южната част слабо хълмист. Около 2/3 от територията ѝ се заема от обширната и равна Бреговско-Новоселска низина разположена покрай брега на река Дунав. В нея, югоизточно от село Ясен, на брега на реката е най-ниската ѝ точка – 28 m н.в. Южната част е заета от ниските Винаровски възвишения с максимална височина връх Гладни връх (222 m), разположен северозападно от село Винарово.
Основната водна артерия е река Дунав, която в пределите на общината протича на протежение от 16 km (от km 821 до km 837, километрите се отчитата от устието на реката). Цялата Бреговско-Новоселска низина е набраздена от множество напоителни канали, изградени за напояване на земеделските земи.

## Населени места
Общината има 5 населени места с общо население 2375 жители според преброяването от 7 септември 2021 г.
| Населено място (старо име)                                              | Преброяване (от септември 2021) | По настоящ адрес (ГРАО от 15 септември 2024) | Площ (km²) | Гъстота (д/km²) |
| ----------------------------------------------------------------------- | ------------------------------- | -------------------------------------------- | ---------- | --------------- |
| Винарово (Чунгуруз)                                                     | 525                             | 619                                          | 19,753     | 31.34           |
| Неговановци                                                             | 510                             | 567                                          | 14,743     | 38.46           |
| Ново село                                                               | 866                             | 971                                          | 48,622     | 19.97           |
| Флорентин                                                               | 274                             | 303                                          | 13,283     | 22.81           |
| Ясен                                                                    | 200                             | 219                                          | 13,086     | 16.74           |
| Общо за общината:                                                       | 2375                            | 2679                                         | 109,487    | 24.47           |
| Населените места с кмет са със зелен фон, а тези без кметство – с жълт. |                                 |                                              |            |                 |

### Административно-териториални промени
- МЗ № 746/обн. 21.03.1939 г. – преименува с. Чунгуруз на с. Винарово.

## Население
| Община Ново село                              | Община Ново село | Община Ново село | Община Ново село | Община Ново село | Община Ново село | Община Ново село | Община Ново село | Община Ново село | Община Ново село | Община Ново село | Община Ново село |
| --------------------------------------------- | ---------------- | ---------------- | ---------------- | ---------------- | ---------------- | ---------------- | ---------------- | ---------------- | ---------------- | ---------------- | ---------------- |
| Година                                        | 1934             | 1946             | 1956             | 1965             | 1975             | 1985             | 1992             | 2001             | 2011             | 2021             |                  |
| Население                                     | 10406            | 10289            | 9018             | 8396             | 7187             | 5784             | 5227             | 4206             | 2979             | 2375             |                  |
| Източници: Национален Статистически Институт, |                  |                  |                  |                  |                  |                  |                  |                  |                  |                  |                  |

### Население по възраст
| Население по възрастови групи към септември 2021 година | Население по възрастови групи към септември 2021 година | Население по възрастови групи към септември 2021 година | Население по възрастови групи към септември 2021 година | Население по възрастови групи към септември 2021 година | Население по възрастови групи към септември 2021 година | Население по възрастови групи към септември 2021 година | Население по възрастови групи към септември 2021 година | Население по възрастови групи към септември 2021 година | Население по възрастови групи към септември 2021 година | Население по възрастови групи към септември 2021 година | Население по възрастови групи към септември 2021 година | Население по възрастови групи към септември 2021 година | Население по възрастови групи към септември 2021 година | Население по възрастови групи към септември 2021 година | Население по възрастови групи към септември 2021 година | Население по възрастови групи към септември 2021 година | Население по възрастови групи към септември 2021 година | Население по възрастови групи към септември 2021 година |
| ------------------------------------------------------- | ------------------------------------------------------- | ------------------------------------------------------- | ------------------------------------------------------- | ------------------------------------------------------- | ------------------------------------------------------- | ------------------------------------------------------- | ------------------------------------------------------- | ------------------------------------------------------- | ------------------------------------------------------- | ------------------------------------------------------- | ------------------------------------------------------- | ------------------------------------------------------- | ------------------------------------------------------- | ------------------------------------------------------- | ------------------------------------------------------- | ------------------------------------------------------- | ------------------------------------------------------- | ------------------------------------------------------- |
| Общо                                                    | 0 – 4                                                   | 5 – 9                                                   | 10 – 14                                                 | 15 – 19                                                 | 20 – 24                                                 | 25 – 29                                                 | 30 – 34                                                 | 35 – 39                                                 | 40 – 44                                                 | 45 – 49                                                 | 50 – 54                                                 | 55 – 59                                                 | 60 – 64                                                 | 65 – 69                                                 | 70 – 74                                                 | 75 – 79                                                 | 80 – 84                                                 | 85+                                                     |
| 2375                                                    | 72                                                      | 66                                                      | 79                                                      | 99                                                      | 79                                                      | 70                                                      | 77                                                      | 70                                                      | 115                                                     | 122                                                     | 166                                                     | 154                                                     | 170                                                     | 246                                                     | 288                                                     | 249                                                     | 147                                                     | 106                                                     |

### Етнически състав
| Етноси в община Ново село (2011) | Етноси в община Ново село (2011) | Етноси в община Ново село (2011) | Етноси в община Ново село (2011) | Етноси в община Ново село (2011) |
| -------------------------------- | -------------------------------- | -------------------------------- | -------------------------------- | -------------------------------- |
| Етническа група                  |                                  |                                  | процент                          |                                  |
| българи                          | българи                          |                                  | 96.72%                           | 96.72%                           |
| цигани                           | цигани                           |                                  | 2.39%                            | 2.39%                            |
| други и неопределени             | други и неопределени             |                                  | 0.65%                            | 0.65%                            |

По етническа група от общо 2930 самоопределили се (към 2011 година):
- българи: 2834
- цигани: 70
- други: 19
- неопределени: 0

## Политика

### Общински кметове
- 2019 – Георги Герасимов Стоенелов (независим) печели на втори тур с 49,84% срещу Борислав Тошев Крумов (независим) с 48,96%.
- 2015 – Георги Герасимов Стоенелов (независим) печели на втори тур с 56,31% срещу Лидия Йосифова Микова от местна коалиция „Надежда“ (БДЦ, РБ, НФСБ, НДСВ) с 43,69%.
- 2011 – Георги Герасимов Стоенелов (независим) печели на първи тур с 53,55% срещу Благуна Евтимова Николова от коалиция „ГЛАС“ (НДСВ и АТАКА) с 35,19%.
- 2007 – Георги Герасимов Стоенелов (независим) печели на втори тур с 51,50% срещу Антоанетка Евстатиева Станева от БСП и ЗСАС с 48,50%.
- 2003 – Антоанетка Евстатиева Станева БСП и ЗСАС печели на първи тур с 54% срещу Сашка Божкова Бизеранова-Стоянова СДС с 33%.
- 1999 – Антоанетка Евстатиева Станева БСП.
- 1995 – Антоанетка Евстатиева Станева БСП.

### Общински съвет
2019
| Партия, коалиция, инициативен комитет | Партия, коалиция, инициативен комитет | 2019 |
| ------------------------------------- | ------------------------------------- | ---- |
|                                       | ГЕРБ                                  | 5    |
|                                       | БСП                                   | 2    |
|                                       | ВЪЗРАЖДАНЕ                            | 2    |
|                                       | ВМРО - БНД                            | 1    |

- 1. Анжела Параскевова Борисова (ГЕРБ)
- 2. Венислав Методиев Ангелов (ВЪЗРАЖДАНЕ)
- 3. Владимир Георгиев Петров (ГЕРБ)
- 4. Георги Максимов Керанов (ГЕРБ)
- 5. Димитър Иванов Тодоров (ГЕРБ)
- 6. Добромира Дамянова Димчева (БСП)
- 7. Елеонора Бориславова Бондова (БСП)
- 8. Иван Борисов Базов (ВЪЗРАЖДАНЕ)
- 9. Иво Методиев Вергилов - Председател (независим)
- 10. Лъчезар Асенов Кръстев (ВМРО - БНД)
- 11. Борислав Станиславов Николов (ГЕРБ)

2015
| Партия, коалиция, инициативен комитет | Партия, коалиция, инициативен комитет           | 2015 |
| ------------------------------------- | ----------------------------------------------- | ---- |
|                                       | ГЕРБ                                            | 4    |
|                                       | БСП                                             | 3    |
|                                       | Местна коалиция „Надежда“ (БДЦ, РБ, НФСБ, НДСВ) | 3    |
|                                       | ИК „Георги Максимов Керанов“                    | 1    |

- 1. Георги Максимов Керанов (независим) – председател
- 2. Наталия Емилова Тодорова (ГЕРБ)
- 3. Анжела Параскевова Борисова (ГЕРБ)
- 4. Цветелин Николаев Климентов (ГЕРБ)
- 5. Владимир Георгиев Петров (ГЕРБ)
- 6. Лидия Йосифова Микова (Местна коалиция „Надежда“)
- 7. Благуна Евтимова Николова (Местна коалиция „Надежда“)
- 8. Горчо Божков Марков (Местна коалиция „Надежда“)
- 9. Антоанетка Евстатиева Станева (БСП)
- 10. Павел Крумов Маринов (БСП)
- 11. Авакум Благоев Бондов (БСП)

2011
| Партия, коалиция, инициативен комитет | Партия, коалиция, инициативен комитет | 2011 |
| ------------------------------------- | ------------------------------------- | ---- |
|                                       | БСП                                   | 5    |
|                                       | Коалиция „ГЛАС“ (НДСВ и АТАКА)        | 4    |
|                                       | РЗС                                   | 2    |

- 1. Георги Максимов Керанов (РЗС) – председател
- 2. Десислава Димитрова Станева (РЗС)
- 3. Наташа Петкова Борисова (БСП)
- 4. Горанка Тодорова Николова (БСП)
- 5. Сенофим Емануилов Цветанов (БСП)
- 6. Любка Иванова Ангелова (БСП)
- 7. Жана Кирилова Илиева (БСП)
- 8. Благуна Евтимова Николова (Коалиция „ГЛАС“)
- 9. Лъчезар Асенов Кръстев (Коалиция „ГЛАС“)
- 10. Зиновия Спасова Георгиева (Коалиция „ГЛАС“)
- 11. Огнян Витанов Димитров (Коалиция „ГЛАС“)

## Транспорт
През общината преминава частично участък от 17,2 km от Републикански път III-122 (от km 14,3 до km 31,5) от Републиканската пътна мрежа на България.

## Топографска карта
- Лист от карта L-34-142. Мащаб: 1 : 100 000.